# Publius Cornelius Lentulus Spinther (Konsul 57 v. Chr.)
Publius Cornelius Lentulus, genannt Spinther aufgrund seiner Ähnlichkeit mit einem Schauspieler gleichen Namens († 47/46 v. Chr.), war ein römischer Politiker der späten Republik.
Vermutlich 74 v. Chr. war er Quästor und Münzmeister. Ihm wird nur ein Denartyp zugeschrieben, der auf dem Avers einen bärtigen Herkuleskopf und auf dem Revers den Genius Populi Romani mit Zepter auf einer Sella curulis zeigt. 63 v. Chr. als kurulischer Ädil unterstützte er Marcus Tullius Cicero bei der Unterdrückung der Catilinarischen Verschwörung und mehrte sein Ansehen durch den Glanz der Spiele, die er abhalten ließ. Als Prätor 60 v. Chr. erhielt er mit Gaius Iulius Caesars Hilfe die Statthalterschaft von Hispania citerior im Jahr 59 v. Chr. und den Konsulat des Jahres 57 v. Chr. Lentulus spielte eine wichtige Rolle bei Ciceros Rückkehr aus dem Exil, und obwohl die Beziehung zwischen ihnen zeitweise abkühlte, spricht Cicero von ihm mit großer Dankbarkeit.
Von 56 v. Chr. bis 53 v. Chr. war Lentulus Statthalter in Kilikien und Zypern und bekam in der Zeit vom Senat den Auftrag, Ptolemaios XII. den ägyptischen Thron zurückzugeben. Die Sibyllinischen Bücher hatten erklärt, dass der Pharao nicht auf römisches Risiko durch eine Armee wiedereingesetzt werden musste.
Als Provinzstatthalter scheint Lentulus sich um das Wohlergehen seiner Untertanen gekümmert zu haben und nicht darum, sich auf ihre Kosten zu bereichern. Beim Ausbruch des Bürgerkriegs 49 v. Chr. stellte sich Lentulus, obwohl er Caesar zu Dank verpflichtet war, auf die Seite des Pompeius. Die Großzügigkeit, mit der Caesar ihn nach der Kapitulation von Corfinium behandelte, ließ ihn zögern, schließlich jedoch entschied er sich gegen ihn.
Vor der Schlacht von Pharsalos stritt er sich mit Lucius Domitius Ahenobarbus und Quintus Caecilius Metellus Pius Scipio um das Amt des Pontifex Maximus für die Zeit nach dem Sieg gegen Caesar. Nach der gegen Caesar verlorenen Schlacht von Pharsalos floh Lentulus nach Rhodos, wo ihm anfangs die Landung verboten wurde, obwohl er in der Folge dort Asyl fand. Nach Sextus Aurelius Victor fiel er schließlich Caesar in die Hände und wurde getötet.
Sein gleichnamiger Sohn Publius Cornelius Lentulus Spinther war ebenfalls Politiker.